# Pleak
Pleak est un village situé au centre du comté de Fort Bend, au Texas, aux États-Unis,.

## Démographie
Lors du recensement de 2010, le village comptait une population de 1 044 habitants. Elle est également estimée, en 2016, à 1 430 habitants.

### Source de la traduction
- (en) Cet article est partiellement ou en totalité issu de l’article de Wikipédia en anglais intitulé « Pleak, Texas » (voir la liste des auteurs).